# Nancy Handball
Ne pas confondre avec le SLUC Nancy, un autre club de handball de Nancy
Maillots
Actualités
Dernière mise à jour : 23 octobre 2023.
Le Nancy Handball, anciennement connu sous le nom de Grand Nancy Métropole Handball, est un club français de handball fondé en 1942 à Nancy (Meurthe-et-Moselle), en Lorraine, sous le nom d'ASPTT Nancy. Après une première saison 2021-2022 dans l'élite du handball français, le club évolue en Proligue (seconde division) depuis 2022 et abrite en son sein près de 20 équipes.

## Histoire
Les grandes dates clés du club sont :
- 1926 : Création du club omnisports de l'ASPTT Nancy.
- 1942 : Création de la section de handball.
- 1965 : 1re apparition en championnat de France pour l’équipe masculine.
- 1997 : Accession en Nationale 3.
- 1998 : 1er du championnat de France de nationale 3 et accession en nationale 2.
- 2000 : 1er du championnat de France de nationale 2 et accession en nationale 1.
- 2002 : Championnat de France de nationale 1, fusion avec le SLUC Nancy, rétrogradé de D1 en N1 pour problèmes financiers en fin de saison.
- 2003 : 2e de nationale 1 et accession en division 2.
- 2006 : 17e de division 2 - sauvés grâce à la différence de buts particulière (contre Belfort).
- 2009 : 4e de division 2 - Changement de nom du club et de statut juridique : l'ASPTT Nancy Vandœuvre HB devient le Grand Nancy ASPTT HB.
- 2010 : Création de la mascotte du club, un requin nommé « Chabala ».
- 2017 : Passage du club en SASP et changement de nom : le Grand Nancy ASPTT HB devient le Grand Nancy Métropole Handball.
- 2019 : Qualification en Playoffs Proligue et Demi-finale de la Coupe de France
- 2021 : qualification en finale des Playoffs de Proligue et première accession en 1re division après 18 saisons en D2
- 2022 : Après sa relégation en seconde division, le club change son image et devient le Nancy Handball.

## Palmarès
- finaliste des Playoffs de Championnat de France de D2 : 2021
- Championnat de France Junior : 1972
- Champion de Lorraine : 1997
- Vainqueur de la Coupe de Lorraine : 1997
- Champion de France des ASPTT : 1999

## Saison par saison
| Saison    | Division | Rang |
| --------- | -------- | ---- |
| 1995-1996 | Reg      | ?    |
| 1996-1997 | Reg      | 1er  |
| 1997-1998 | Nat. 3   | 1er  |
| 1998-1999 | Nat. 2   | 2e   |
| 1999-2000 | Nat. 2   | 1er  |
| 2000-2001 | Nat. 1   | 7e   |
| 2001-2002 | Nat. 1   | 12e  |
| 2002-2003 | Nat. 1   | 2e   |
| 2003-2004 | Div. 2   | 4e   |
| 2004-2005 | Div. 2   | 9e   |

| Saison    | Division | Rang |
| --------- | -------- | ---- |
| 2005-2006 | Div. 2   | 13e  |
| 2006-2007 | Div. 2   | 12e  |
| 2007-2008 | Div. 2   | 10e  |
| 2008-2009 | Div. 2   | 4e   |
| 2009-2010 | Div. 2   | 7e   |
| 2010-2011 | Div. 2   | 6e   |
| 2011-2012 | Div. 2   | 9e   |
| 2012-2013 | Div. 2   | 11e  |
| 2013-2014 | Div. 2   | 6e   |
| 2014-2015 | Div. 2   | 6e   |

| Saison    | Division | Rang      |
| --------- | -------- | --------- |
| 2015-2016 | Div. 2   | 9e        |
| 2016-2017 | Div. 2   | 10e       |
| 2017-2018 | Div. 2   | 10e       |
| 2018-2019 | Div. 2   | 4e        |
| 2019-2020 | Div. 2   | 4e        |
| 2020-2021 | Div. 2   | Finaliste |
| 2021-2022 | Div. 1   | 16e       |
| 2022-2023 | Div. 2   | 10e       |
| 2023-2024 | Div. 2   | à venir   |

## Personnalités liées au club

### Anciens joueurs
Parmi les joueurs ayant évolué au club, on trouve :
- William Annotel : de 2007 à 2008
- Frédéric Beauregard : de 2021 à 2023
- Yannick Birckel : de 2001 à 2012
- Javier Borragán  : de 2021 à 2022
- Yann Ducreux : depuis 2012
- Max Fortemps  : de 2005 à 2014
- Olivier Gueusquin : de 2001 à 2007
- Benoît Henry : de 2009 à 2012
- Radek Horák  : de 2012 à 2017
- Emeric Grain : de 2003 à 2005 et de 2007 à 2010
- Obrad Ivezić  : de 2016 à 2022
- Jacek Jedrzejewski : de 2001 à 2015
- Senjin Kratović  : de 2011 à 2015
- Vincent Lagrange : de 2011 à 2017
- David Motyka : de 2001 à 2010
- Nicolas Potteau : de 2008 à 2016
- Abdelkader Rahim  : de 2008 à 2013
- Pierre-Yves Ragot : de 2003 à 2004 et de 01/2007 à 2011
- Tiago Rocha  : de 2021 à 2022
- Mathias Soltane  : de 2014 à 2020
- Thierry Thoni : de 1994 à 2005

### Entraîneurs
- inconnu : avant 1990
- Maurice Bucquet et Dominique Frisoli : de 1990 à 1991
- Jean-Pascal Villaume : de 1991 à 1996
- Sylvain Brosse : de 1996 à 2001
- Christophe Bondant : de 2000 à 2003
- Paul Matte : de 2003 à 2006
- Thierry Thoni : de 2006 à 2014
- Stéphane Plantin : de 2014 à 2019
- Benjamin Braux : 2019 à 2022
- Yérime Sylla : 2022 à 2024
- Ulrich Chaduteaud : à partir de 2024